# 安日纳二世
恩仁二世（拉丁語：Eugenius PP. II；？—827年8月）天主教会第99任教宗，於824年2月至5月－827年8月在位。
安日纳二世出身不明，在成为教宗之前已升任首席司祭。824年2月11日，前任教宗巴斯加一世去世，罗马人民暴动。他是在6月份被选举为教宗。他与虔诚者路易斯保持着密切的关系，强烈反对聖像破坏運動。

## 譯名列表
- 见教宗安日纳一世